# Vanessa Roth
Vanessa Roth (* 20. Jahrhundert) ist eine US-amerikanische Regisseurin und Produzentin auf dem Gebiet des Dokumentationsfilms.
Roth ist eine Tochter des Drehbuchautors Eric Roth. Sie machte einen Bachelorabschluss in den Fächern Psychologie und Kreatives Schreiben an der University of California, Los Angeles, gefolgt von einem Masterabschluss im Bereich Soziale Arbeit an der Columbia University. Neben ihrer Arbeit als Filmemacherin ist sie auch lehrend tätig.
Seit den frühen 2000er Jahren tritt sie als Regisseurin und Produzentin von Dokumentationen in Erscheinung. Ihr Fokus liegt auf dem Gebiet der Sozialen Gerechtigkeit. Ihre Beteiligung an Freeheld aus dem Jahr 2007 brachte ihr gemeinsam mit Regisseurin Cynthia Wade bei der Oscarverleihung 2008 die Auszeichnung in der Kategorie Bester Dokumentar-Kurzfilm ein.
Roths Arbeiten werden auf Sendern wie Netflix und dem Discovery Channel ausgestrahlt und werden auf verschiedenen US-amerikanische Filmfestivals gezeigt.
Mit Mary J Blige’s My Life inszenierte sie die 2021 erschienene Musikdokumentation über Mary J. Blige. Diese Produktion war ihr erster Film auf dem Gebiet der Musik.
Roth lebt in New York City und ist Mutter dreier Kinder.

## Filmografie (Auswahl)
- 2001: Close to Home
- 2004: Aging Out (Co-Regie)
- 2007: Freeheld (nur Produktion)
- 2010: No Tomorrow
- 2011: American Teacher
- 2014: The Texas Promise
- 2017: Töchter des Schicksals (Daughters of Destiny, Miniserie)
- 2018: The Girl and the Picture
- 2019: Liberation Heroes: The Last Eyewitnesses
- 2021: Mary J Blige’s My Life
- 2021: National Geographic Presents: Impact With Gal Gadot (Dokuserie)